# Флотилия на реке Маас у Роттердама
«Флотилия на реке Маас у Роттердама» — картина голландского художника-мариниста Симона де Влигера из собрания Государственного Эрмитажа.
На картине изображена парадная встреча множества военных кораблей и торговых судов под флагом Республики Соединённых провинций на реке Маас под Роттердамом. Слева, на корме флагманского корабля указана дата AN 1642, справа на борту лодки стоит подпись художника S de Vlieger.
Как следует из авторского указания, картина написана в 1642 году и скорее всего изображает конкретное историческое событие, однако какое именно событие показано — точно не установлено. В каталогах и описях Эрмитажа за XIX век картина значилась под названием «Прибытие принца Оранского во Флиссинген», однако в крайнем справа обрезанном береговом строении опознаются роттердамские городские ворота Ауде Хоофдпорт и таким образом первоначальная атрибуция сюжета оказалась неверной. Нидерландский исследователь Я. Кельх выдвинул гипотезу о том, что изображена торжественная встреча принца Виллема II по возвращении его из визита в Лондон на флагманском корабле «Aemilia» в июне 1641 года, но он же сам и опроверг своё предположение отметив что принц вернулся в Нидерланды через Хеллевутслёйс, а не через Роттердам.
Ранняя история картины неизвестна, также неизвестны ни источник её поступления в Эрмитаж, ни дата поступления, первое её упоминание имеется в описи собрания императрицы Екатерины II за 1774 год. Есть две версии её происхождения. 16 ноября 1767 года на аукционе в Гааге продавалась картина Влигера из собрания Ван Занен со следующим описанием: «Монументальный вид от реки Маас на одни из городских ворот Роттердама с многими кораблями и фигурами. Высота 61,5 на 98 дюймов»; очень близкое соответствие сюжета и размеров с эрмитажным полотном даёт возможность предположить, что речь идёт об одной и той же картине. 2 сентября 1771 года на аукционе в Лейдене была выставлена картина Влигера из собрания Л. Ван Хемскерка с описанием «Вид реки Маас с военными кораблями и другими судами, на переднем плане ворота Ауде Хоофд в Роттердаме, где люди садятся на корабль. На холсте, высота 41 × 66 дюймов», в данном случае при полном совпадении описания сюжета имеется значительное несоответствие размеров картины с эрмитажным полотном, если только в описании нет ошибки. 
В эрмитажном каталоге 1797 года картина значится под названием «Морская пристань», также встречаются упоминания названия «Прибытие Вильгельма Оранского в Роттердам» (в том числе и в литературе на нидерландском языке).

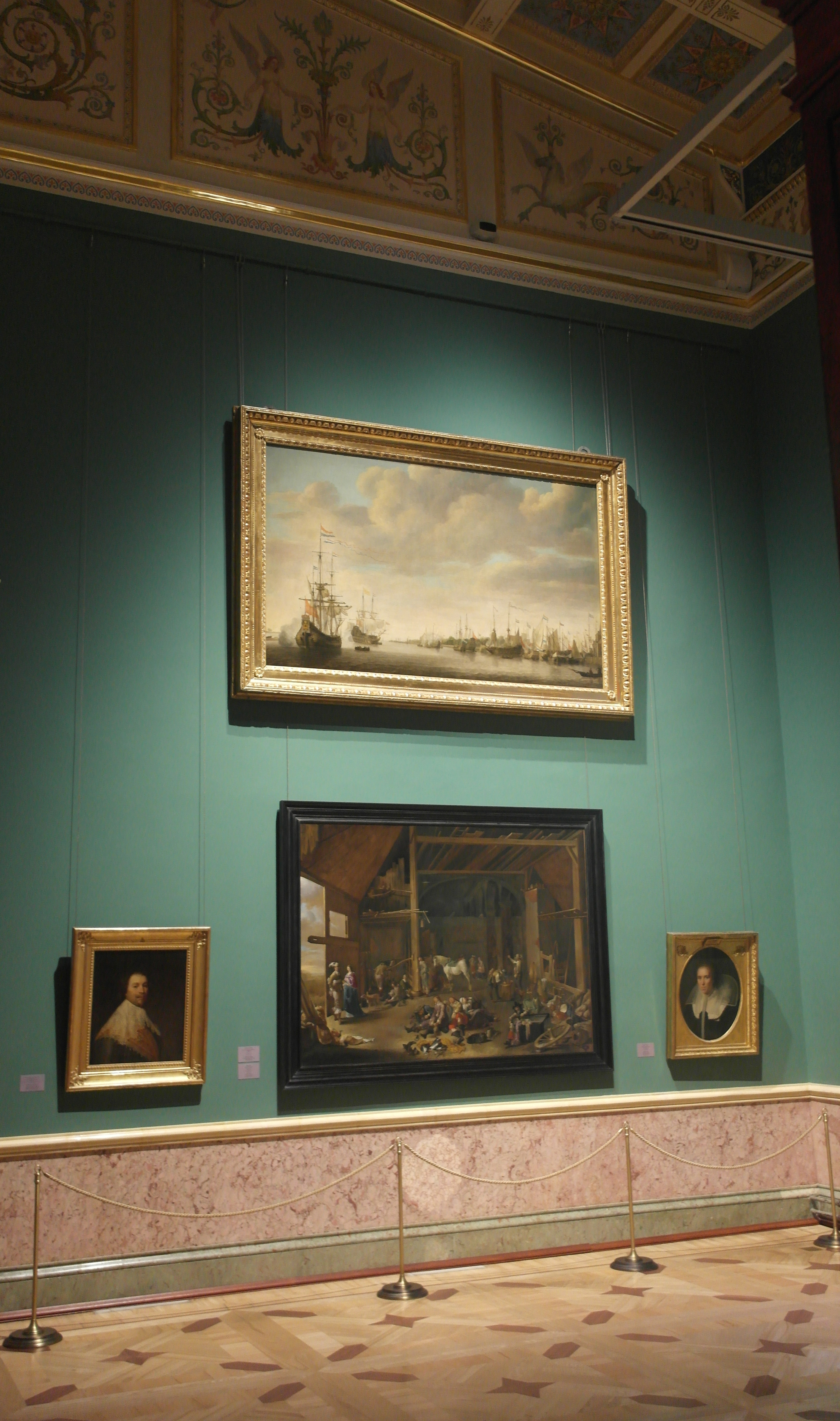
Картина в зале 249 Нового Эрмитажа
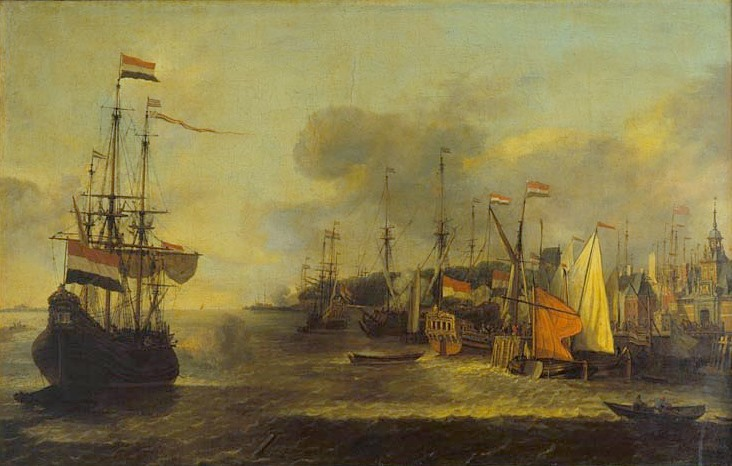
Ливе Версхюр. «Морской порт в Голландии, Роттердам». Холст, масло. 53,5 × 83 см. 1670 год. Национальный музей старинного искусства. Лиссабон.

Картина выставляется в здании Нового Эрмитажа в Шатровом зале (зал № 249), в коллекции голландской живописи XVII века. 
В Португальском национальном музее старинного искусства в Лиссабоне имеется картина ученика Влигера Ливе Версхюра 1670 года «Морской порт в Голландии, Роттердам», очень близкая по композиции и испытавшая несомненное влияние работы Влигера.